# 니차시

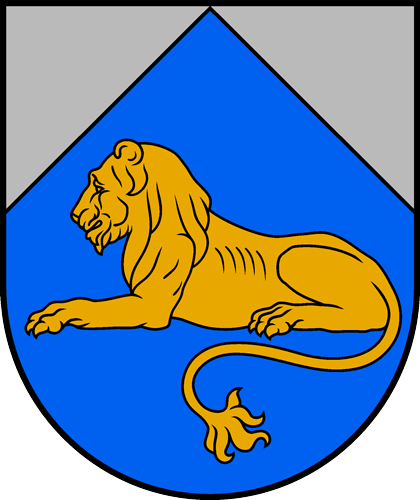
시 문장

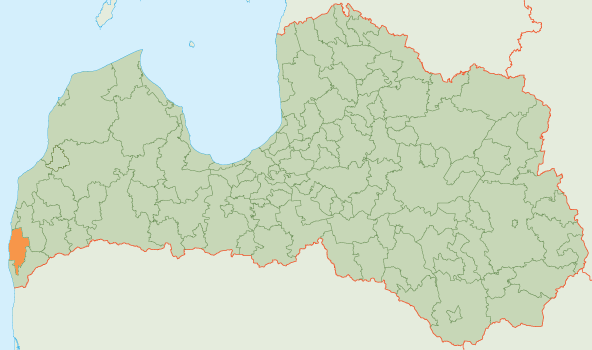
니차 시의 위치

니차시(라트비아어: Nīcas novads)는 라트비아의 지방 자치체로 행정 중심지는 니차이며 면적은 350.8km2, 인구는 3,858명(2010년 기준), 인구 밀도는 11명/km2이다. 2개 교구를 관할한다.